# Lumbrineris latreilli
Lumbrineris latreilli är en ringmaskart som beskrevs av Jean Victor Audouin och Milne Edwards 1834. Lumbrineris latreilli ingår i släktet Lumbrineris och familjen Lumbrineridae. Arten är reproducerande i Sverige. Inga underarter finns listade i Catalogue of Life.